# Ioan Mușat
Ioan Mușat (* 6. September 1928 in Râmnicu Sărat, Kreis Buzău; † 24. Februar 2002 in Constanța) war ein rumänischer Seeoffizier und Politiker der Rumänischen Kommunistischen Partei PCR (Partidul Comunist Român), der unter anderem zwischen 1979 und 1989 Kommandeur der Marine war und als solcher 1984 zum Vizeadmiral befördert wurde.

## Leben
Ioan Mușat absolvierte zwischen 1950 und 1952 eine Ausbildung zum Seeoffizier an der Militärschule für Seeoffiziere (Școala de Ofițeri de Marină) in Constanța und trat danach in die Marine (Marinei Militare Române). Er wurde 1955 Mitglied der damaligen Rumänischen Arbeiterpartei PMR (Partidul Muncitoresc Român) und wurde im Februar 1960 Chef des Stabes der Abteilung 93 „Vedete Torpiloare“ sowie anschließend Kommandeur der Abteilung 19 „Dragoare de Radă“. Er besuchte zwischen Dezember 1963 und August 1966 die Marinesektion der Militärakademie (Academia Militară Generală) und fungierte im Anschluss von August 1966 und 1973 als Kommandeur der Abteilung 133 „Vedete“. Er bekleidete zwischen 1973 und dem 21. März 1979 als Kapitän zur See den Posten als Kommandant des Marineausbildungszentrums (Centrului de Instrucție al Marinei Militare) in Mangalia und war 1976 Absolvent eines postgradualen Studiengangs. Er besuchte zudem die Universität für Politik und Führung.
Am 21. März 1979 wurde Mușat Nachfolger von Vizeadmiral Sebastian Ulmeanu, der wenige Monate später am 10. Juli 1979 verstarb, als Kommandeur der (Marinei Militare Române) und bekleidete diese Funktion über zehn Jahre lang bis zum Zusammenbruch des kommunistischen Regimes im Zuge der Revolution am 22. Dezember 1989, woraufhin Admiral Mihai Aron seine Nachfolge antrat. Er wurde in dieser Verwendung am 21. August 1979 zunächst zum Konteradmiral (Contraamiral) befördert. Auf dem Zwölften Parteitag der PCR (19. bis 23. November 1979) wurde er zum Mitglied des Zentralkomitees der Rumänischen Kommunistischen Partei PCR (Partidul Comunist Român) gewählt und gehörte diesem Gremium bis zum Vierzehnten Parteitag der PCR (20. bis 24. November 1989) an. 1980 wurde er erstmals Mitglied der Großen Nationalversammlung (Marea Adunare Națională) und gehörte dieser bis 1989 an. Am 23. August 1984 wurde er zum Vizeadmiral (Viceamiral) befördert. Für seine Verdienste wurde er mehrfach ausgezeichnet und erhielt unter anderem den Orden Tudor Vladimirescu Fünfter Klasse (Ordinul Tudor Vladimirescu) sowie den Militärischen Verdienstorden (Ordinul „Meritul Militar“) Dritter, Zweiter sowie schließlich Erster Klasse.